# گی کلود
گی کلود (فرانسوی: Guy Claud‎؛ زادهٔ ۲۵ آوریل ۱۹۳۶) دوچرخه‌سوار اهل فرانسه است.